# 574 Реґінгільд
574 Реґінгільд (574 Reginhild) — астероїд головного поясу, відкритий 19 вересня 1905 року Максом Вольфом у Гейдельберзі.